# Moravské Bránice
Moravské Bránice (německy Mährisch Branitz) jsou obec v okrese Brno-venkov v Jihomoravském kraji, v Bobravské vrchovině. Žije zde 972 obyvatel. Obcí prochází železniční trať č. 244 ze Střelic. Ze stanice Moravské Bránice, jež se nachází na návrší pod viniční tratí Nové hory na západním konci obce, odbočuje trať do Oslavan. Údolím jižně od obce protéká řeka Jihlava, jež odvodňuje podstatnou část jihozápadní Moravy. Při jižním okraji katastru obce se přes řeku klene silniční most, který spojuje Moravské Bránice s Novými Bránicemi. Obec Moravské Bránice je členskou obcí Mikroregionu Ivančicko.
Jedná se o vinařskou obec ve Znojemské vinařské podoblasti (viniční tratě Karlov, Ve Starých, Nová hora, V Písařových).

## Název
Název vsi byl odvozen od osobního jména Bran, které vzniklo jako domácí podoba některého složeného jména s Bran- (např. Branislav, Branimír, Branžeh). Výchozí tvar Branici byl pojmenováním obyvatel vsi a znamenal "Branovi lidé". Délka samohlásky v první slabice vznikla dodatečným přichýlením ke slovu brána. V 16. století se na odlišení od sousedních Nových Bránic v češtině objevuje přívlastek Moravské, v němčině nicméně od 17. století přívlastek Böhmisch, který se v 19. století krátce používal i v češtině (České), než se ustálil současný přívlastek.

## Historie
První písemná zmínka o obci pochází z roku 1181. Moravské Bránice tvořily část majetku kláštera v Dolních Kounicích, po jeho zániku v roce 1537 byly prodány místokancléři Jiřímu Žabkovi z Limberka.
Moravské Bránice zůstaly pod správou dolnokounického panství až do roku 1848, kdy po zrušení poddanství obec připadla k soudnímu okresu Ivančice. Moravské Bránice se staly obcí s významným vinařstvím, ovocnářstvím a s tradicí pěstování chřestu, jenž je doposud typickým produktem Ivančicka. Rozvoj kromě zemědělství zažil i průmysl, a to po roce 1900. Vedle dvou mlýnů byla v provozu cihelna, výroba cementového zboží a sodové vody. Škola začala fungovat v roce 1854. Nový rozmach vinařství v Moravských Bránicích nastal v 60.–80. letech 20. století, kdy byla většina vinohradů obnovena.

## Obyvatelstvo
Na začátku 17. století měla obec 46 domů, po třicetileté válce z nich bylo pouze 22 obydlených. V roce 1790 měla obec 66 domů a 358 obyvatel. V roce 1850 v Moravských Bránicích žilo 468 obyvatel, o sto let později jejich počet narostl na 1 083.
| Rok            | 1869 | 1880 | 1890 | 1900 | 1910 | 1921 | 1930  | 1950  | 1961  | 1970  | 1980 | 1991 | 2001 | 2011 | 2021 |
| -------------- | ---- | ---- | ---- | ---- | ---- | ---- | ----- | ----- | ----- | ----- | ---- | ---- | ---- | ---- | ---- |
| Počet obyvatel | 592  | 607  | 609  | 699  | 767  | 911  | 1 078 | 1 083 | 1 159 | 1 111 | 938  | 904  | 913  | 976  | 952  |
| Počet domů     | 83   | 108  | 111  | 115  | 128  | 151  | 221   | 278   | 285   | 286   | 277  | 320  | 330  | 351  | 360  |

Vývoj počtu obyvatel

## Pamětihodnosti
- Kaple svaté Anny
- Dřevěná zvonička
- Pomník Václava Hodyce
- Socha svatého Jana Nepomuckého
- Boží muka
- Pomník obětem první a druhé světové války
- Ivančický viadukt

## Galerie

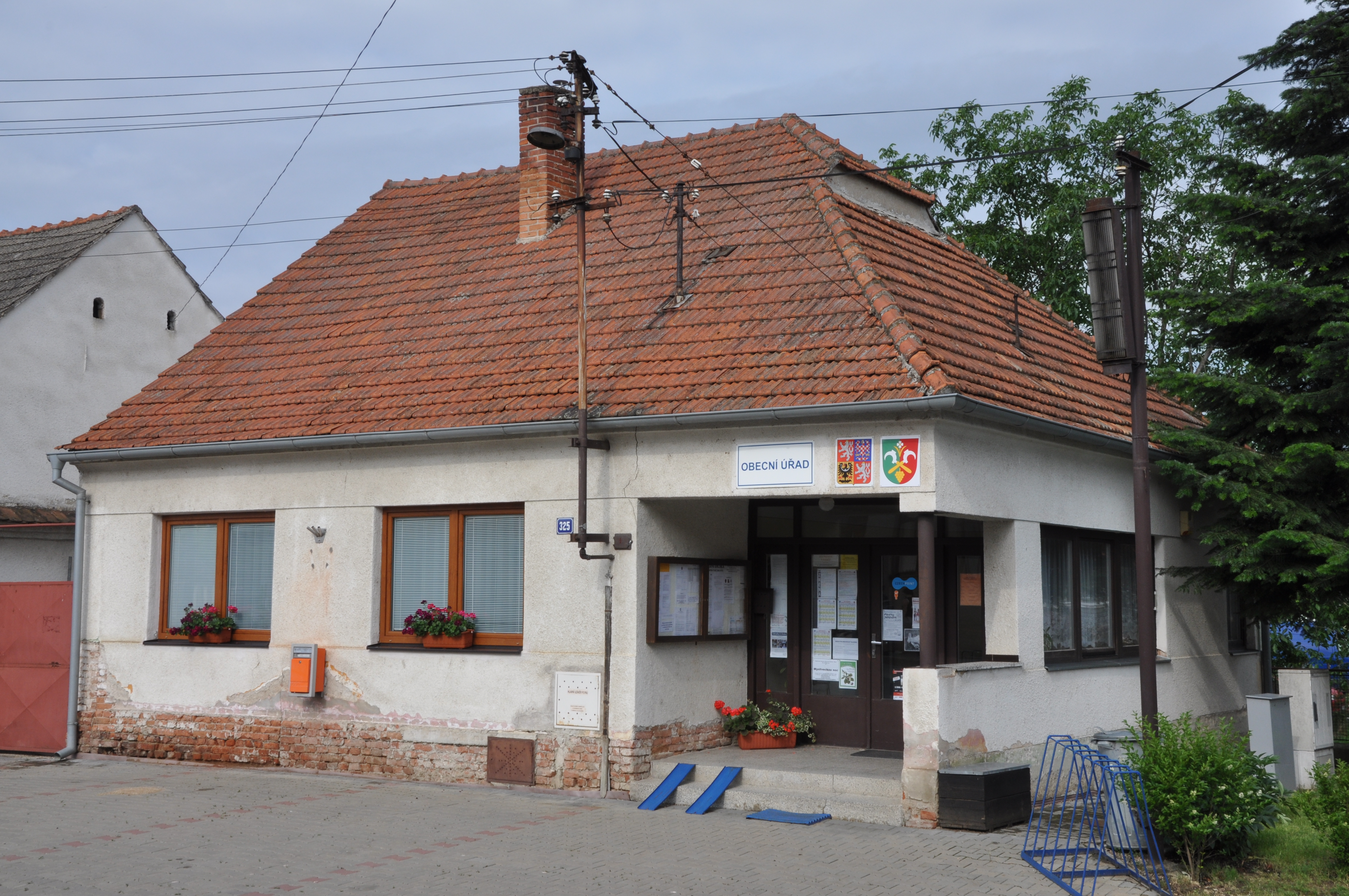
Obecní úřad
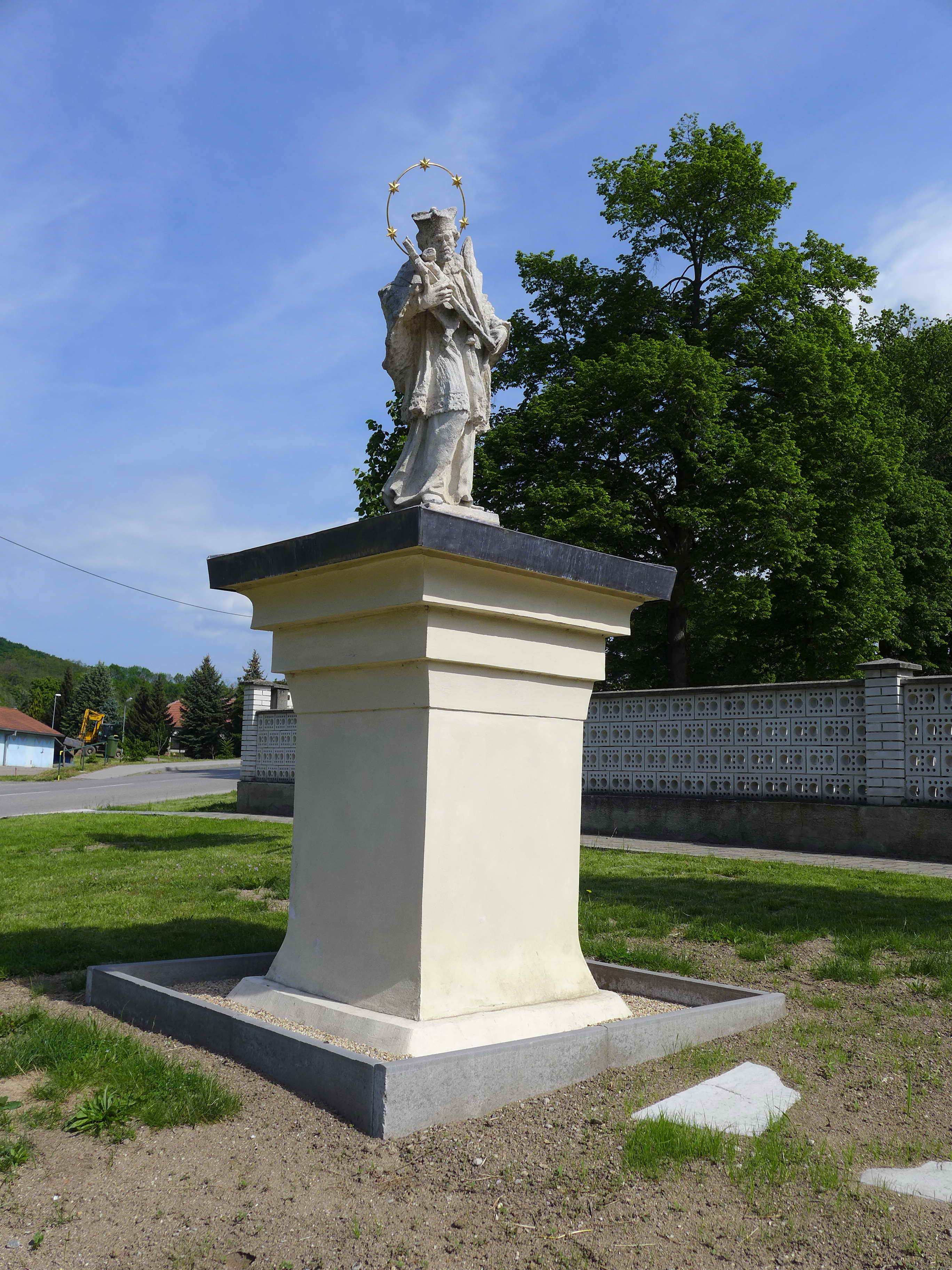
Socha sv. Jana Nepomuckého
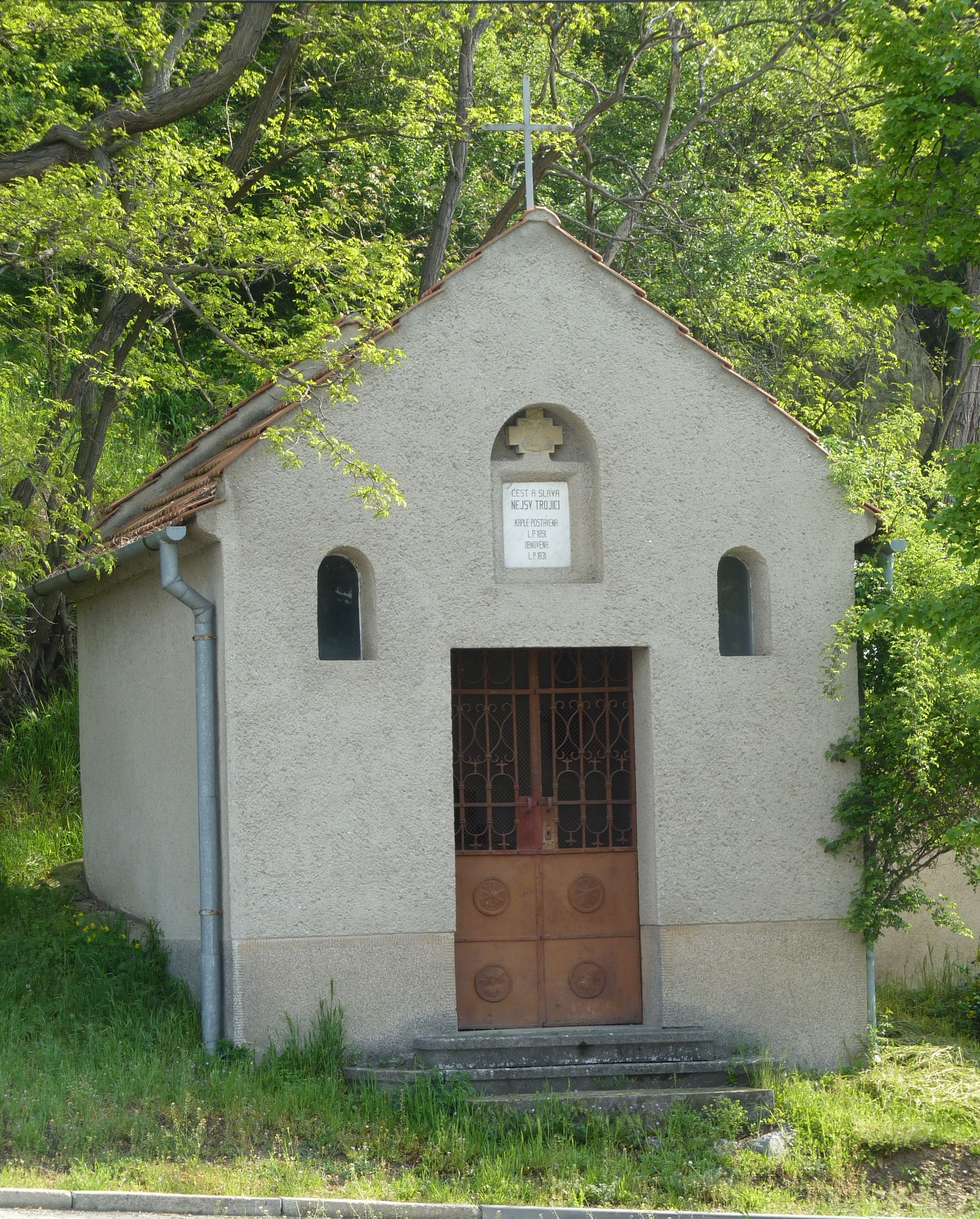
Kaple Nejsvětější Trojice
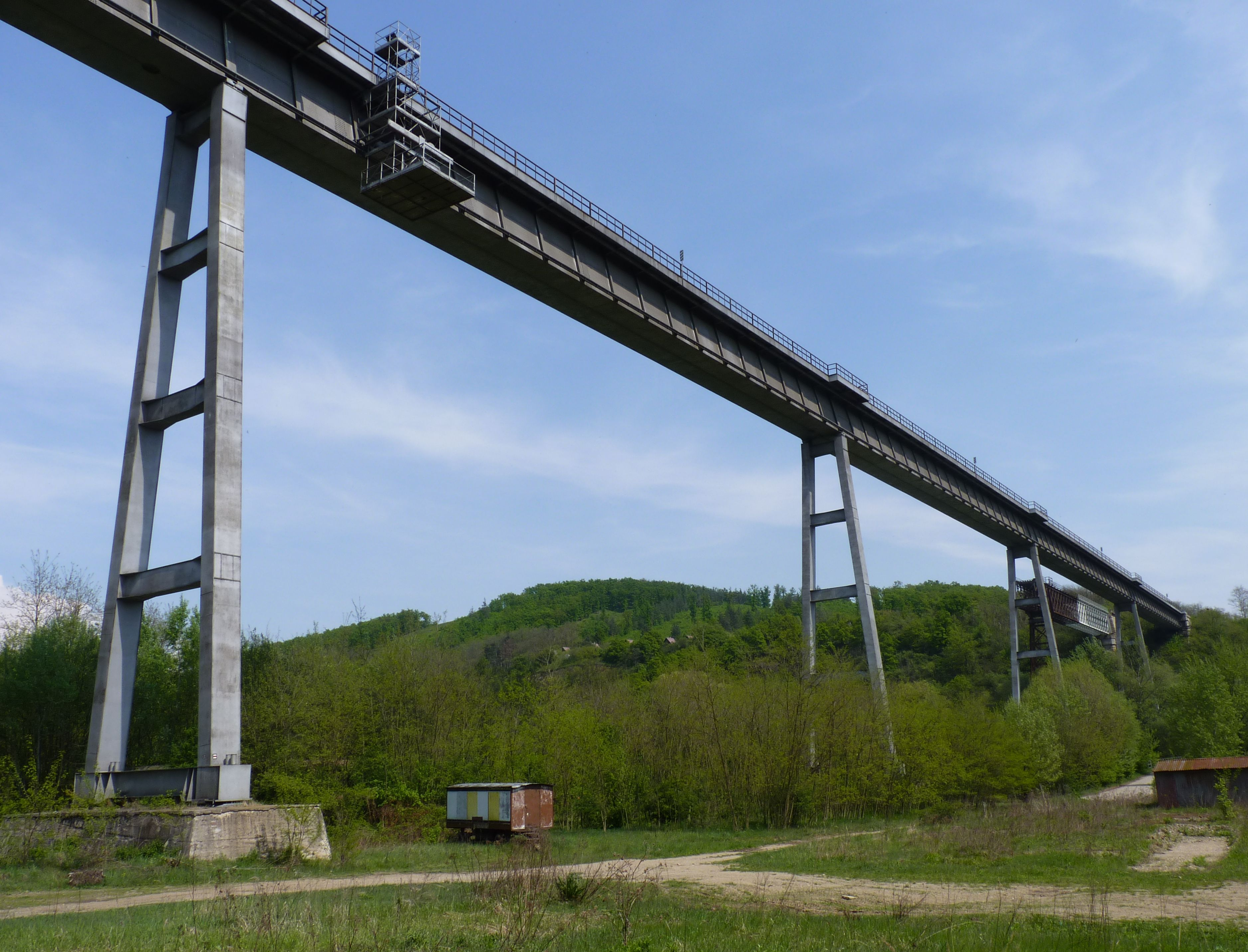
Ivančický viadukt
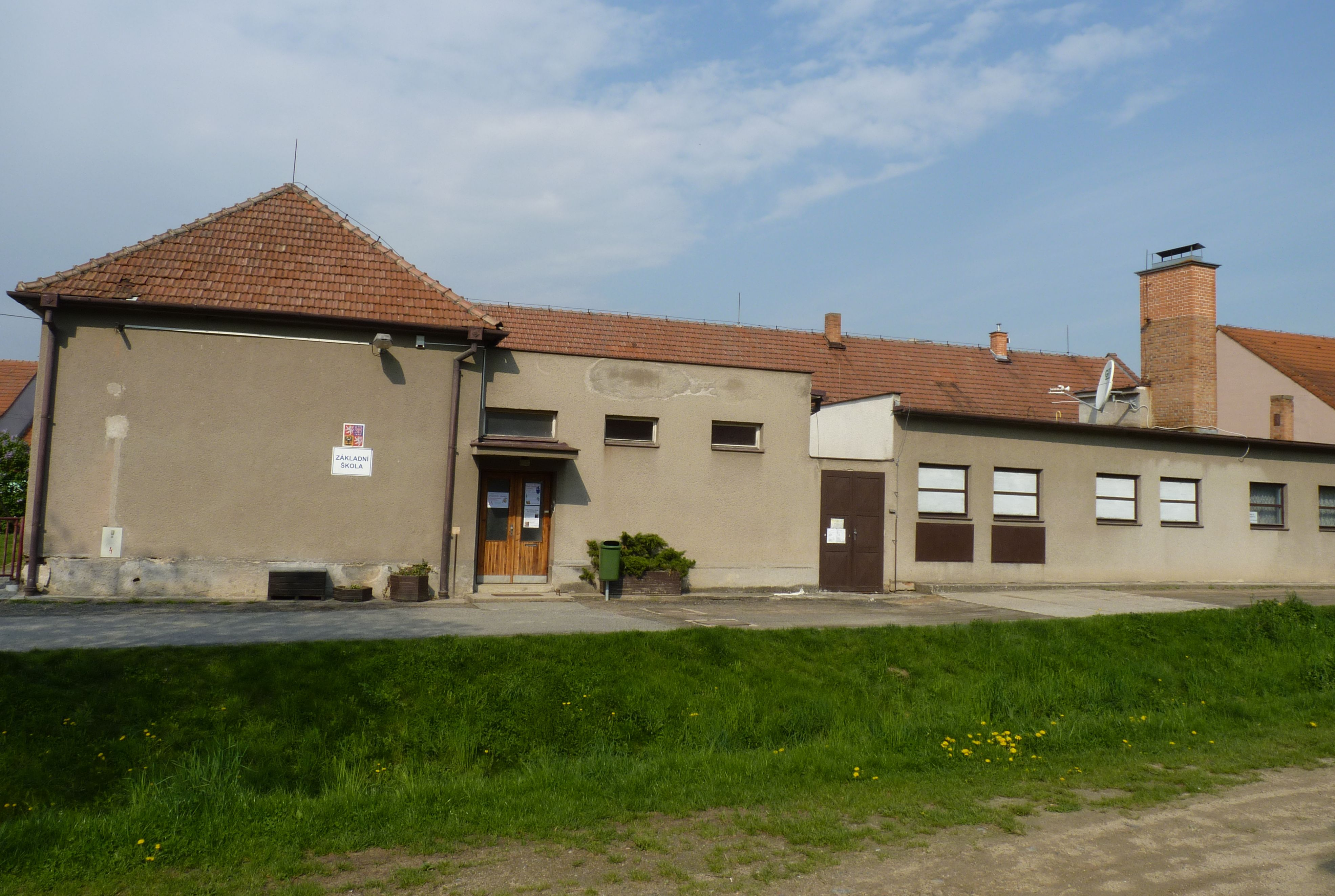
Základní škola

## Osobnosti
- Ervín Maršák (1895–1944), legionář, důstojník československé armády
- Věra Rozmahelová, roz. Kasalová, brankářka, reprezentantka Československa v házené v 50. letech 20. století
- Karel Schoř (1914–1986), letec, pilot RAF
- František Wirth (1915–2003), sokol, gymnasta, člen olympijského družstva ve sportovní gymnastice na LOH 1948